# Maersk-Cambridge-Typ
Die Schiffe des Maersk-Cambridge-Typs zählen zur Gruppe der Ultra Large Container Ships.

## Geschichte
Die 20 Einheiten umfassende Baureihe wurde 2020 und 2021 von Zodiac Maritime in London in mehreren aufeinander folgenden Batches beim südkoreanischen Schiffbauunternehmen Daewoo Shipbuilding & Marine Engineering (DSME) in Auftrag gegeben. Im Juli 2022 wurde mit der Maersk Cambridge das erste der Schiffe abgeliefert. Die ersten sechs Einheiten des Typs werden in Langzeitchartern von Maersk eingesetzt, weitere vier werden für MSC in Dienst gestellt.

## Technik

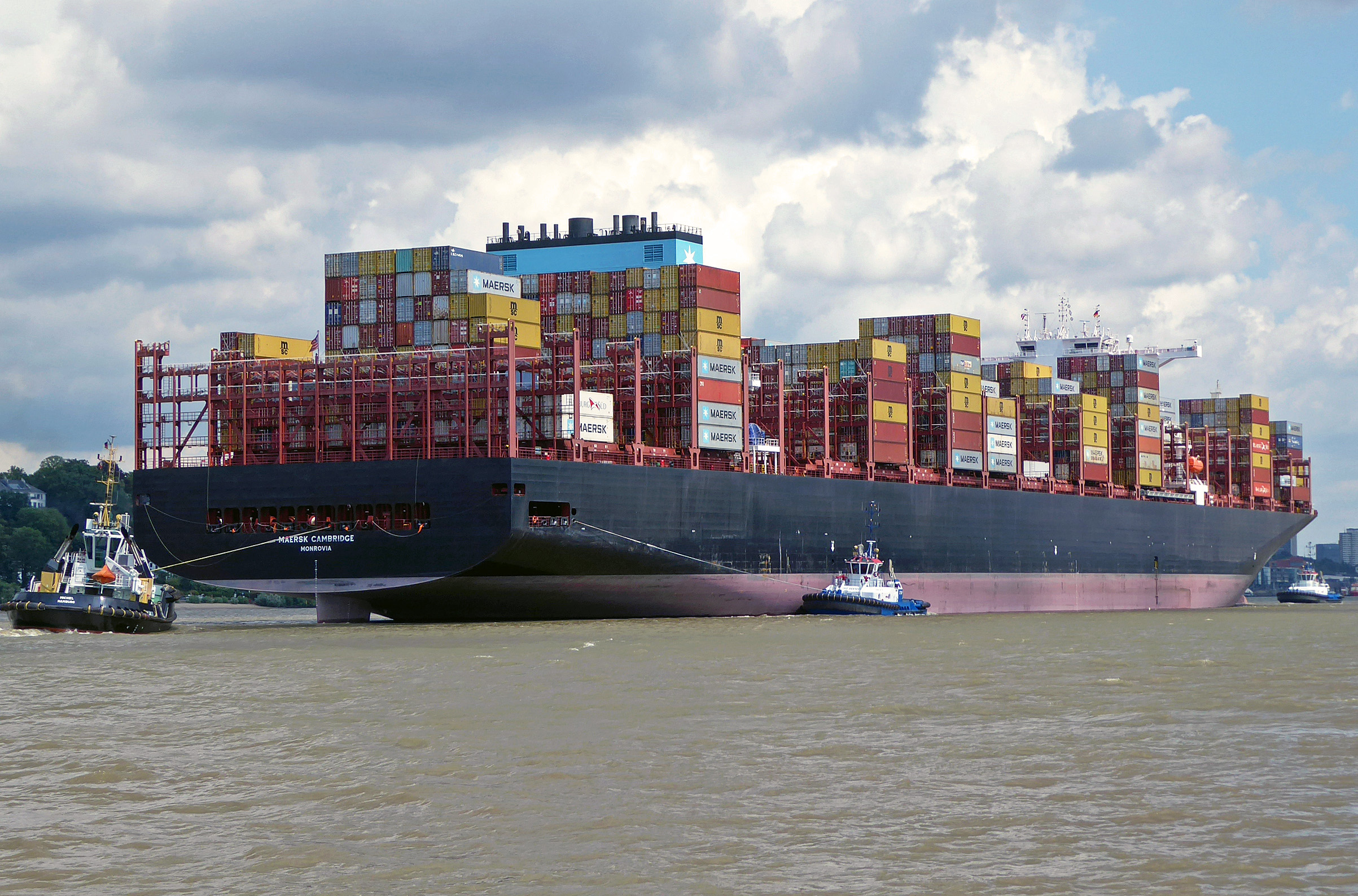
Heckansicht der Maersk Cambridge

Schiffbaulich sind die beim Lloyd’s Register klassifizierten Schiffe wie die Mehrzahl der schon in Betrieb befindlichen ULCS-Baureihen ausgelegt. Das Deckshaus ist etwa am Ende des vorderen Schiffsdrittels angeordnet, was einen verbesserten Sichtstrahl und somit eine höhere vordere Decksbeladung ermöglicht, während Schornstein und Maschinenanlage im hinteren Drittel liegen. Vor dem Deckshaus sind sechs 40-Fuß-Bays, dahinter elf Bays und hinter dem Maschinenaufbau vier weitere Bays angeordnet. Die Bunkertanks sind unterhalb des Aufbaus angeordnet; sie erfüllen die einschlägigen MARPOL-Vorschriften. Die Laderäume der Schiffe werden mit Pontonlukendeckeln verschlossen. Die maximale Containerkapazität wird mit 15.413 TEU angegeben. Weiterhin sind 1000 Anschlüsse für Integral-Kühlcontainer vorhanden. Die An- und Ablegemanöver werden durch ein Bugstrahlruder unterstützt.
Der Antrieb der Schiffe besteht jeweils aus einem Zweitakt-Dieselmotor, der auf einen einzelnen Festpropeller wirkt.

## Die Schiffe
| Maersk-Cambridge-Typ | Maersk-Cambridge-Typ | Maersk-Cambridge-Typ | Maersk-Cambridge-Typ | Maersk-Cambridge-Typ       |
| Bauname              | Bau- nummer          | IMO- Nummer          | Indienststellung     | Umbenennungen und Verbleib |
| -------------------- | -------------------- | -------------------- | -------------------- | -------------------------- |
| Maersk Cambridge     | 4354                 | 9924182              | 11. Juli 2022        | So in Fahrt                |
| Maersk Camden        | 4355                 | 9924194              | 26. August 2022      | So in Fahrt                |
| Maersk Campbell      | 4356                 | 9924209              | 29. September 2022   | So in Fahrt                |
| Maersk Campton       | 4357                 | 9924211              | 8. November 2022     | So in Fahrt                |
| Maersk Candor        | 4358                 | 9924223              | 28. November 2022    | So in Fahrt                |
| Maersk Canyon        | 4359                 | 9924235              | 10. Januar 2023      | So in Fahrt                |
| MSC Bianca Silvia    | 4366                 | 9930935              | Mai 2023             | So in Fahrt                |
| MSC Berangere        | 4367                 | 9930947              | Juli 2023            | So in Fahrt                |
| MSC Darlene          | 4368                 | 9930959              | August 2023          | So in Fahrt                |
| MSC C. Montaine      | 4369                 | 9930961              | ?                    | So in Fahrt                |
| ?                    | 4384                 | 9954735              | ?                    | Geordert                   |
| ?                    | 4385                 | 9954747              | ?                    | Geordert                   |
| ?                    | 4386                 | 9954759              | ?                    | Geordert                   |
| ?                    | 4387                 | 9954761              | ?                    | Geordert                   |
| ?                    | 4388                 | 9963580              | ?                    | Geordert                   |
| ?                    | 4389                 | 9963592              | ?                    | Geordert                   |
| ?                    | 4390                 | 9963607              | ?                    | Geordert                   |
| ?                    | 4391                 | 9963619              | ?                    | Geordert                   |
| ?                    | 4392                 | 9963621              | ?                    | Geordert                   |
| ?                    | 4393                 | 9963633              | ?                    | Geordert                   |
| Daten: Equasis       |                      |                      |                      |                            |